# Wolfersberg (Wien)
Der Wolfersberg ist ein 322 m hoher Berg im 14. Wiener Gemeindebezirk Penzing.

## Geographie und Geologie

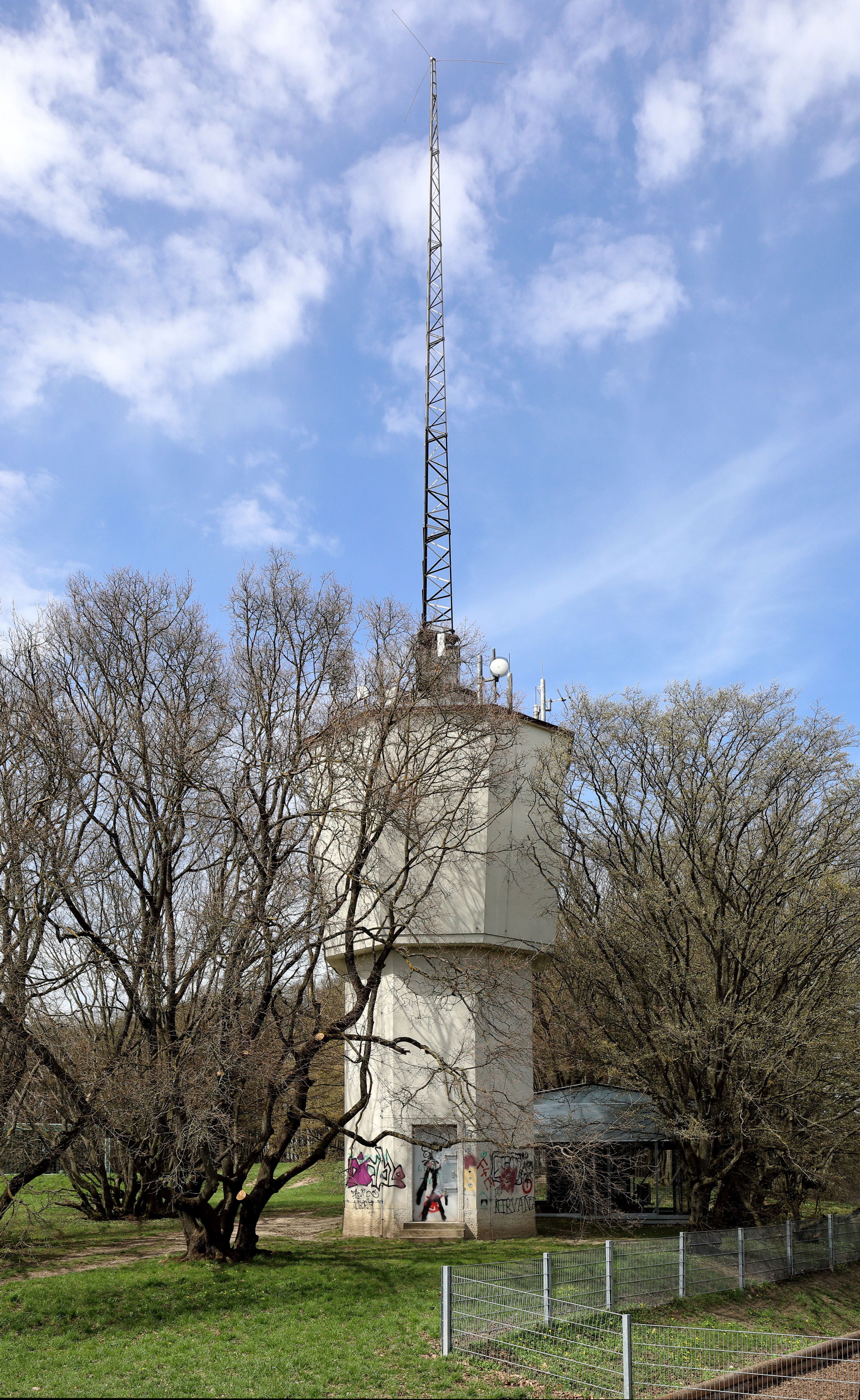
Wasserturm Wolfersberg am Gipfel

Der Berg befindet sich im Bezirksteil Hütteldorf; seine westlichen Ausläufer reichen in den Bezirksteil Hadersdorf-Weidlingau. Er erhebt sich zwischen den Tälern des Wienflusses und des Halterbachs. Die Engstelle zwischen dem Wolfersberg und den Bergen des Lainzer Tiergartens ist eine Kaltluftsperre für den Stadtteil Mariabrunn, in dem es in der Nacht um einige Grad kälter sein kann als in anderen Teilen des Stadtgebiets.
Nach dem Wolfersberg ist seit 1961 ein Zählbezirk der amtlichen Statistik benannt, in dem 2011 6448 Personen lebten. Die überwiegend unbebaute Kuppe des Bergs ist Teil des Landschaftsschutzgebiets Penzing.
Der Wolfersberg gehört zum Wienerwaldgebirge. Vom Satzberg her verläuft hier die zur Kahlenberger Decke gehörende Satzbergschuppe aus älteren Flysch-Sandsteinen, die auf die jüngere Laaber Decke aufgeschoben wurde, welche sich im Nordwesten vom Schottenhof über die ehemalige Knödelhütte nach Mariabrunn zieht. Die Gipfel des Wolfersbergs und des benachbarten Bierhäuselbergs bestehen aus tieferer Kahlenberg-Formation (Kalkmergel, Kalksandstein), das Liegende aus Hütteldorf-Formation („Bunter Flysch“: rote, grüne und graue Ton-, Mergel- und Sandsteine).

## Geschichte und Nutzung
Der Wolfersberg hat seinen Namen nach den in den Wienflussauen einst heimischen Wölfen. Kaiser Ferdinand I. kaufte 1560 das Gut Auhof, zu dem Teile des Wolfersbergs und der benachbarte Bierhäuselberg gehörten. In der Gegend befand sich der Wolfsgarten, in dem die Tiere gesammelt und von den kaiserlichen Jagdgesellschaften gejagt wurden. Dieses Areal wurde Mitte des 17. Jahrhunderts aufgelassen. Erzherzog Franz Karl erlegte 1846 den letzten Wolf im Hütteldorfer Revier.
Mit der Eingemeindung von Hütteldorf im Jahr 1890 kam der Wolfersberg großteils zu Wien. Im Ersten Weltkrieg wurden 1916 auf dem Berg Befestigungsanlagen mit Schützengräben zur Verteidigung der Stadt errichtet. Im Winter nach dem Krieg wurde der Wolfersberg vollständig abgeholzt, da in Wien Brennholz fehlte. Der 1919 gegründete Siedlerverein Gesellschaft für Innenkolonisation begann 1920 mit der Bebauung des Bergs und stellte sich damit gegen das Vorhaben, ihn wieder aufzuforsten. Das erste Haus wurde 1921 bezogen, die erste Straße 1922 befestigt. Mit finanzieller Unterstützung der Quäker, vertreten durch Aline Atherton-Smith, wurden letztlich 60 Häuser erbaut. Am Ostabhang entstand das „Planetenviertel“, mit Straßennamen nach verschiedenen Himmelskörpern. Auf der „Lagerwiese“ am Gipfel betrieb der Wiener Volksbildungsverein von 1923 bis 1937 eine „Sommerschule“. Ab 1929 folgte die Errichtung einer Dauerkleingartenanlage. In den 1930er Jahren gab es zunächst zwei konkurrierende Siedlervereine, bis diese 1938 mit dem „Anschluss“ Österreichs aufgelöst wurden.
Der Siedlerverein Wolfersberg wurde nach dem Zweiten Weltkrieg neu gegründet. Nach Plänen von Ladislaus Hruska wurde 1949 die römisch-katholische Pfarrkirche St. Josef am Wolfersberg erbaut. Sie ersetzte eine Notkirche aus den 1930er Jahren. Die Volksschule Mondweg des Architekten Friedrich Schlossberg und der Wasserturm Wolfersberg am Gipfel wurden 1950 fertiggestellt. Von den 1950er bis in die 1970er Jahre wurden mehrere größere Wohnhausanlagen errichtet.
Die „Lagerwiese“ am Gipfel, offiziell Parkanlage Wolfersberg genannt, ist seit 1945 wieder ein beliebter Treffpunkt für die lokale Bevölkerung und weist zwei Spielplätze sowie westlich des Wasserturms auch einen langjährig genutzten Fußballplatz auf.